# Itinerarium Antonina

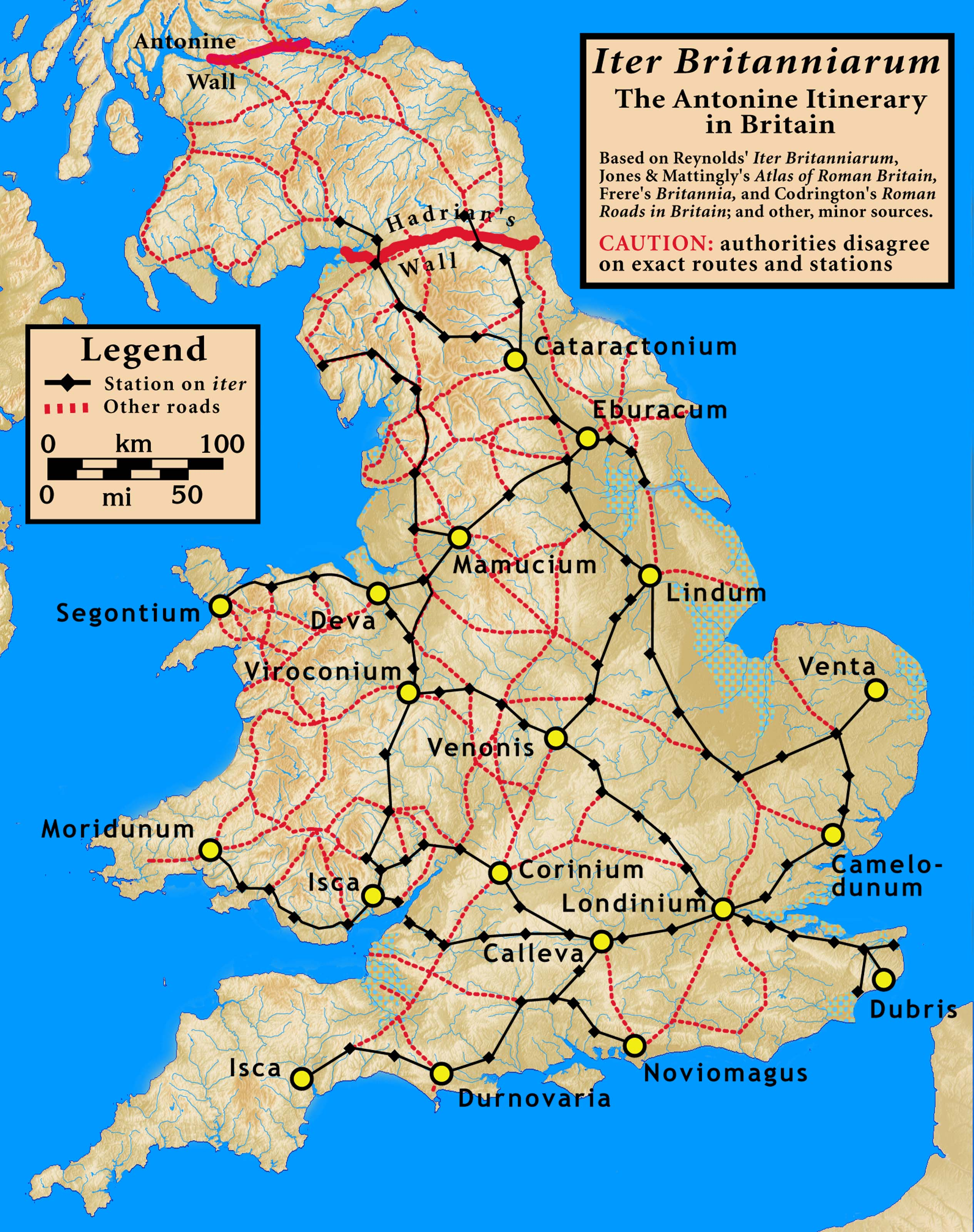
Topografia Brytanii z zaznaczeniem najważniejszych dróg (Iter Britanniarum)

Itinerarium Antonina, (łac.) Itinerarium Antonini – rzymskie dzieło geograficzne, rejestr odległości i postojów na drogach imperium. 
Złożone jest z dwóch części: odnoszącego się do dróg lądowych Itinerarium provinciarum i dołączonego później  Itinerarium maritimum z wykazem szlaków morskich. Zawiera najobszerniejsze zachowane zestawienie stacji drogowych (mansiones) na szlakach komunikacyjnych w tej części cesarstwa, wraz z podaniem dzielących je odległości.
Jego autorstwo i dokładny czas powstania nie są znane. W dziele prawdopodobnie wykorzystano oficjalne dokumenty i wcześniejsze ustalenia dokonane na polecenie Juliusza Cezara i kontynuowane za Augusta. Pojawiło się przypuszczalnie na początku III stulecia. Wersja zachowana do naszych czasów pochodzi zapewne z okresu rządów Dioklecjana. Chociaż patronat nad dziełem i jego dedykację tradycyjnie łączy się z Antoninusem Augustem, bardziej prawdopodobne, że był nim Antoninus Bassianus. 